# جورج زو مونستر
جورج زو مونستر (بالألمانية: Georg zu Münster)‏ (و. 1776 – 1844 م) هو عالم نبات، وإحاثي من ألمانيا . ولد في أسنابروك .
وهو عضو في الأكاديمية البروسية للعلوم .
توفي في بايرويت .